# Lateolabrax latus
A Lateolabrax latus a sugarasúszójú halak (Actinopterygii) osztályának sügéralakúak (Perciformes) rendjébe, ezen belül a Lateolabracidae családjába tartozó faj.

## Előfordulása
A Lateolabrax latus a Csendes-óceán északnyugati medencéjében él, Japán középső partjaitól egészen a Dél-Koreáig.

## Megjelenése
Ez a hal akár 94 centiméteres hosszúságúra és 9,1 kilogrammosra is megnőhet.

## Életmódja
E halfaj főként zátonylakó, a tengerpartok sziklás repedései között él. A mérsékelt övi vizeket kedveli.

## Felhasználása
A Lateolabrax latust ipari mértékben halásszák.

## Képek

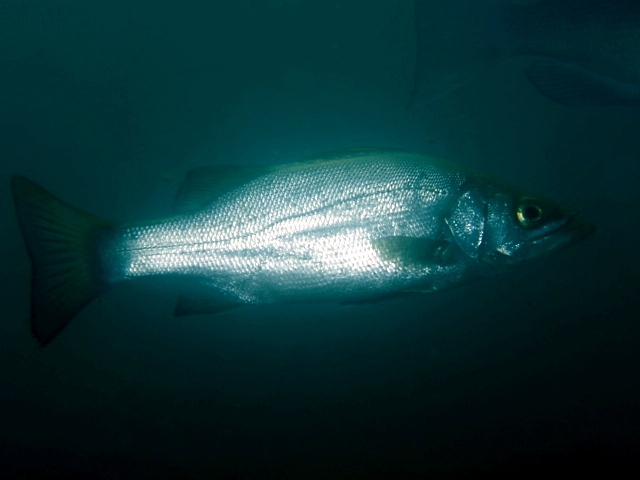
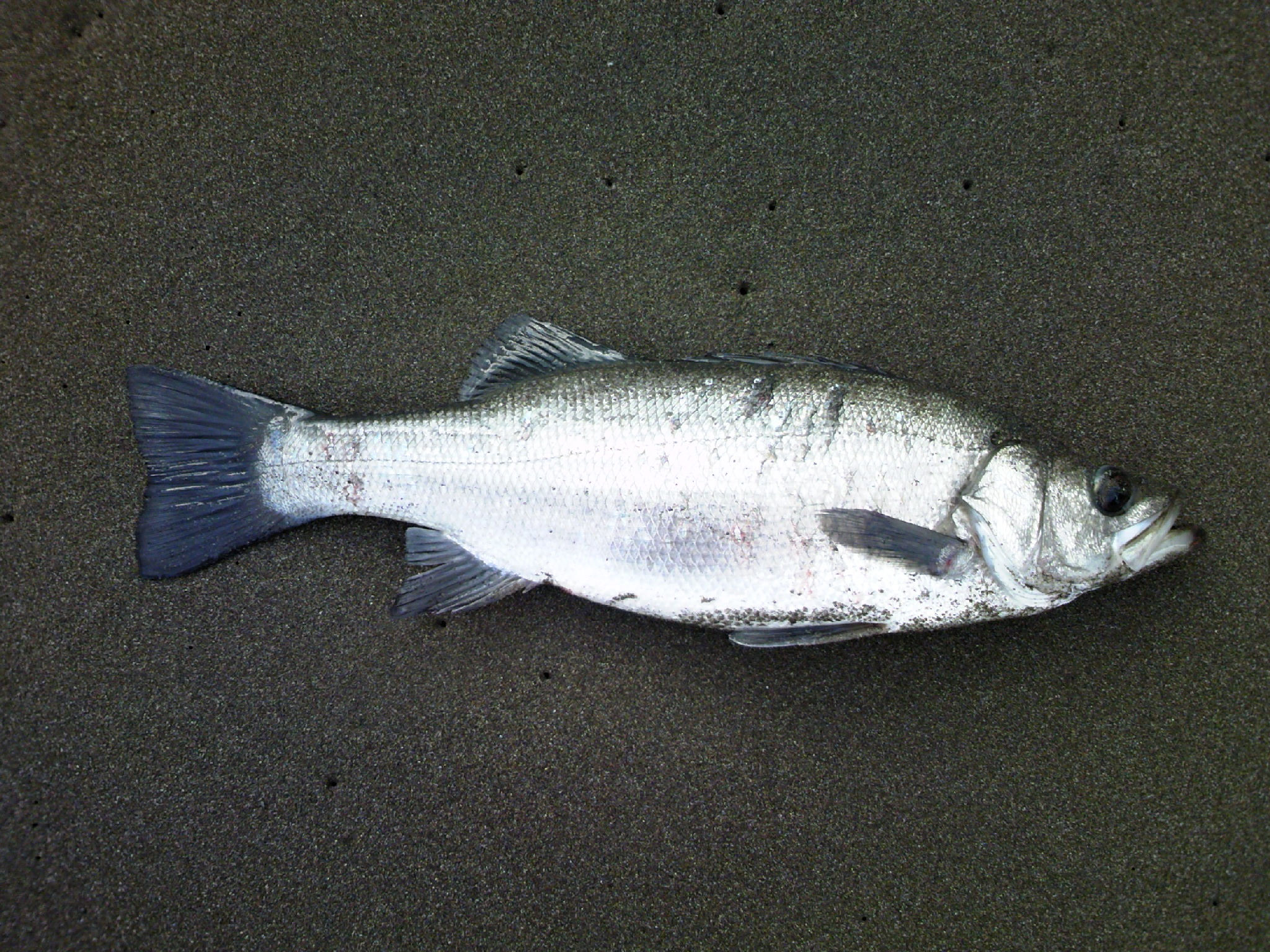
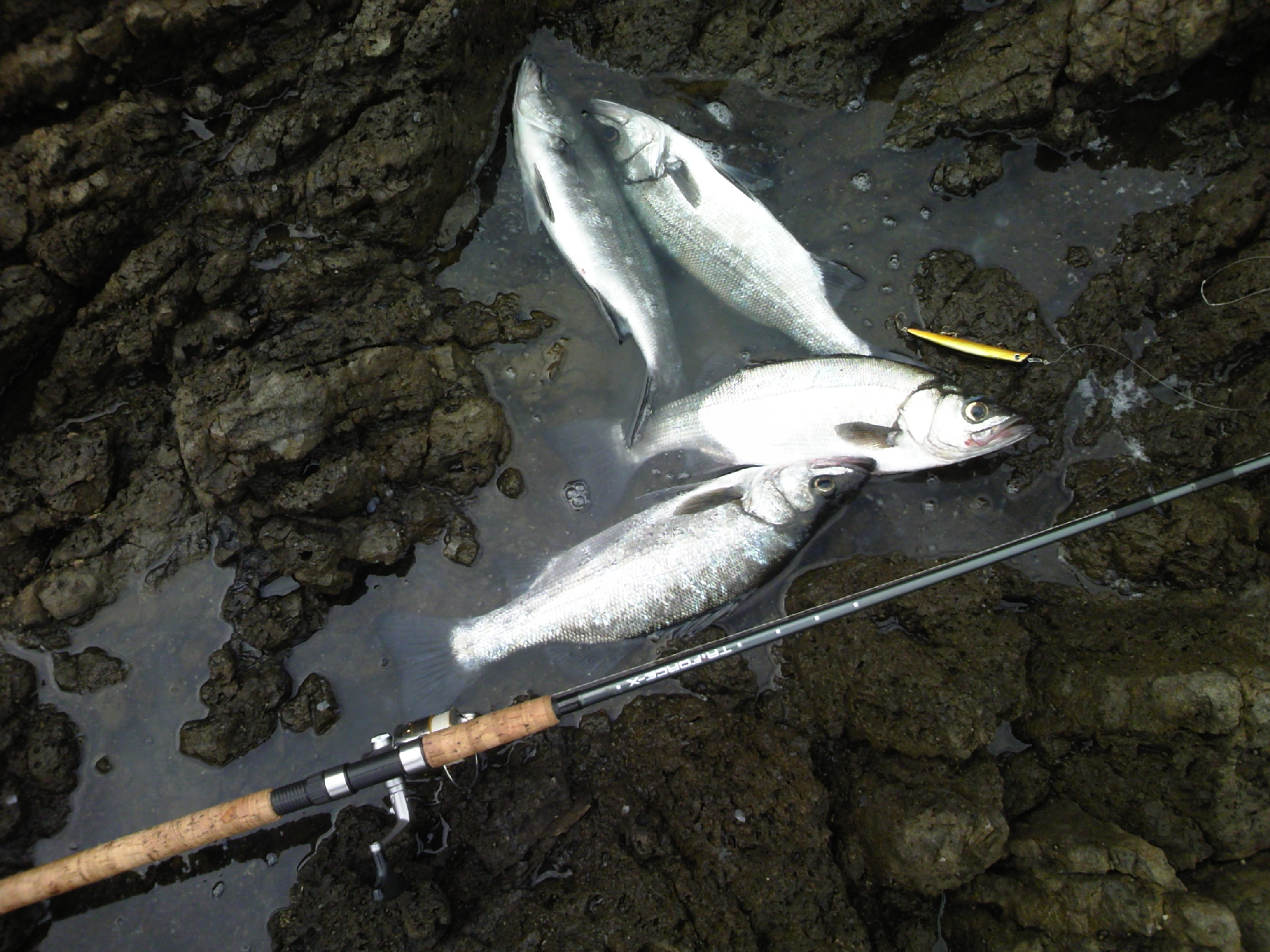